# Abbaye de Dieulacres
L’abbaye de Dieulacres ou de Dieulacress est une ancienne abbaye cistercienne située dans la paroisse civile de Leek, plus précisément dans le hameau d'Abbey Green (en) (Staffordshire, Angleterre). Elle est créée par déplacement en 1214 depuis Poulton (en), abbaye fondée en 1153 mais contrainte de se déplacer pour des raisons politiques et religieuses.
Si la prospérité matérielle de l'abbaye est relativement assurée, la ferveur religieuse des débuts disparaît très rapidement à Dieulacres, qui devient une des abbayes les moins respectueuses, non seulement des préceptes de l'ordre cistercien, et notamment des recommandations du chapitre général, mais encore des principes chrétiens. À la fin du Moyen Âge, l'abbé entretient des bandes armées qui terrorisent la région, et la réputation du monastère est détestable. Toutefois, l'abbaye reste un centre littéraire productif, dont la Chronique (en) est encore fort utilisée comme source historique.
Comme tous les monastères des Îles britanniques, Dieulacres est dissoute en 1538. Les bâtiments en sont peu à peu détruits, mais, contrairement à d'autres sites totalement excavés, les fondations demeurent en place, ce qui permet un actuel travail d'archéologie.

## Localisation et toponymie

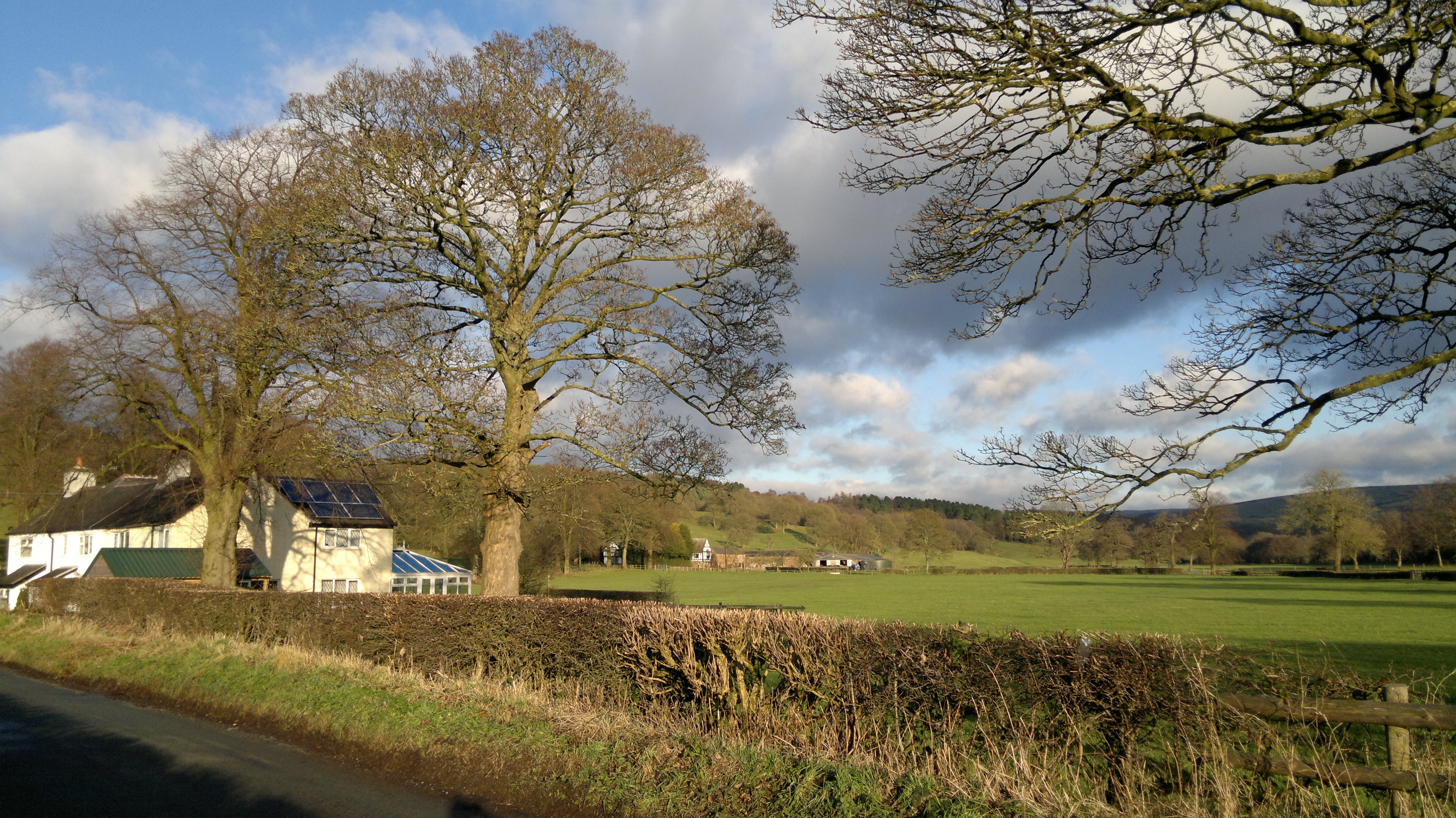
Le site de l'abbaye de Dieulacres.

L'abbaye de Dieulacres est située dans la vallée du Churnet (en), environ un mille au nord de Leek, dans le hameau d'Abbey Green (en),.
Le site originel était très largement boisé, comme en témoignent le toponyme Leekfrith, soit « bois de Leek » en anglais archaïque. Le Domesday Book de 1086 évoque par ailleurs ces bois comme mesurant quatre lieues de largeur sur autant de longueur. Une élévation de terrain cache le site abbatial depuis la ville de Leek et réciproquement.
Le nom à consonance française vient du latin Deux encres, c'est-à-dire « Que Dieu fasse croître ». Il aurait été prononcé par le comte de Chester lors de la pose de la première pierre de l'abbatiale, et peut-être en français archaïque (« Dieu l'encres »).

## Histoire

### Fondation
L'abbaye de Dieulacres est créée par déplacement d'une communauté existante. C'est Ranulph de Blondeville qui effectue le transfert des moines cisterciens établis à Poulton (en). Ce transfert est justifié par un songe qu'aurait fait Ranulph vers 1200. Durant ce songe, son grand-père Ranulph de Gernon, comte de Chester et premier bienfaiteur de l'abbaye de Combermere, lui serait apparu en lui enjoignant d'aller fonder un monastère à « Cholpesdale dans le territoire de Leek », et d'y fonder une abbaye cistercienne sur le site de la chapelle Sainte-Marie, très probablement un ermitage préexistant. Il aurait également commandé à son petit-fils de doter richement le nouvel établissement, et d'y transférer la communauté de Poulton, abbaye-fille de Combermere. En tous les cas, le changement de lieu est une aubaine pour les moines qui sont alors en butte à de fréquentes attaques des Gallois qui ont physiquement meurtri la communauté.
Une raison plus intéressée de la part de Ranulph pourrait également être à la source de cette nouvelle fondation : en 1199, il se sépare de sa femme afin de se remarier l'année suivante. La création d'un monastère pourrait avoir été exigée en guise d'acte de contrition pour son divorce. Une troisième raison peut expliquer cette fondation : en mars 1208, Innocent III place l'Angleterre sous interdit du fait du refus de Jean sans Terre d'avaliser la nomination d'Étienne Langton en tant qu'archevêque de Cantorbéry. Or, cet interdit aurait été annoncé à Ranulph durant le songe de 1200, ainsi que l'exemption dont les cisterciens se revendiquent durant toute la période. Du fait de ses largesses, le comte bénéficie ainsi de la célébration des offices et de l'administration des sacrements par les moines de l'abbaye, alors que la plupart du reste de l'Angleterre en est privée.
Les moines conduits par l'abbé Richard de Poulton arrivent sur le site de leur nouvel établissement le 22 avril 1214, qui est retenue comme date officielle de fondation de Dieulacres. L'abbaye originelle de Poulton est conservée dans les biens de l'abbaye, mais en tant que simple grange. Des carrières de grès et de meulières existant à proximité, l'abbaye est bâtie avec ces matériaux locaux, et la construction commence dès 1214.

### Développement

#### Relations avec les bienfaiteurs et la Couronne

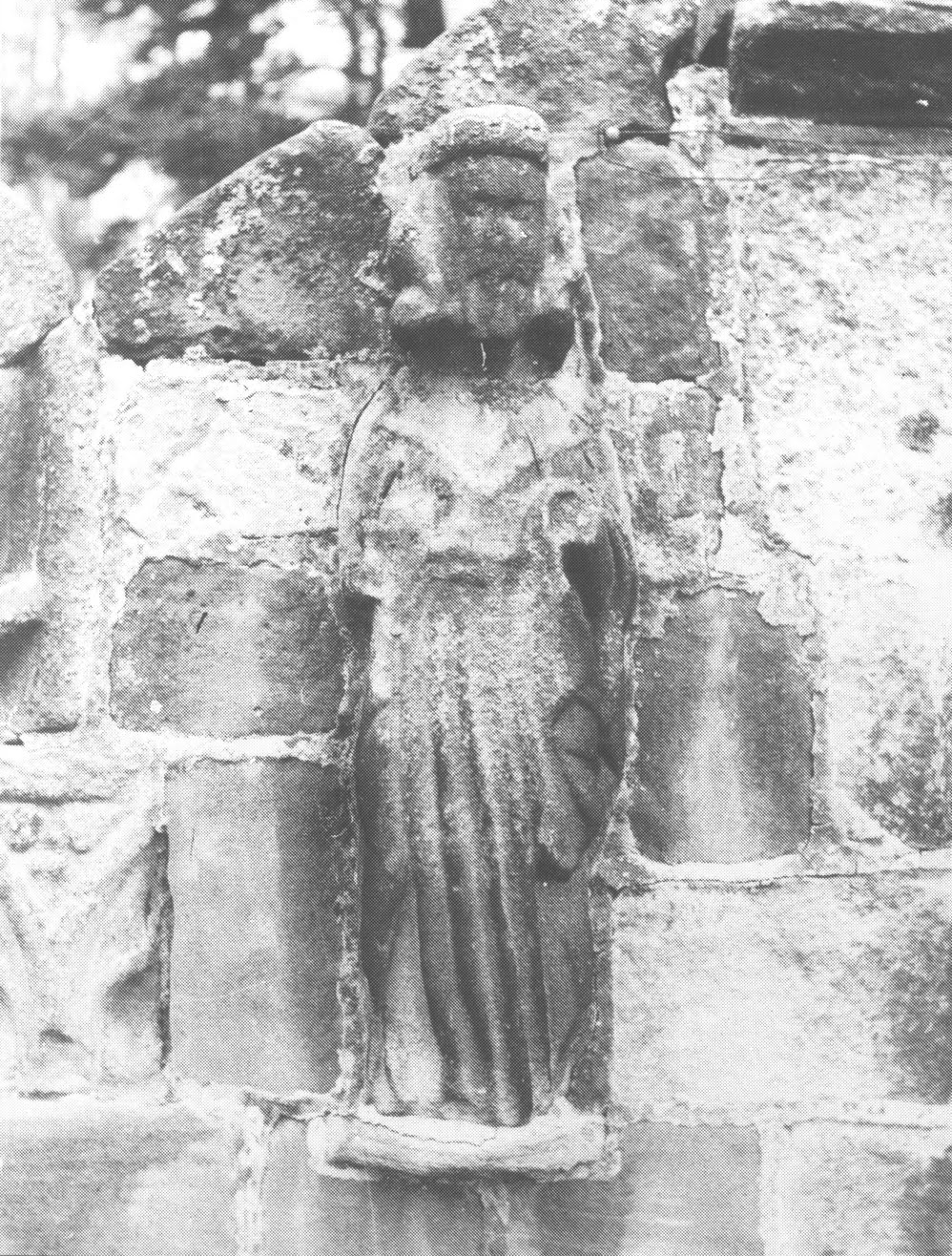
Statue du XIVe siècle, représentant probablement un roi, provenant de l'abbaye de Dieulacres et désormais placée contre le mur d'un bâtiment profane des environs.

En plus des possessions initiales de Poulton, Ranulph ajoute des donations destinées explicitement au nouveau monastère. Il s'agit tout d'abord du site choisi pour établir Dieulacres, qui était précédemment nommé Rudyard. Mais il consiste aussi en des dons de terres, de bâtiments utilitaires et des dîmes à Leek et dans les environs. Le début du XIIIe siècle est marqué pour l'abbaye par les dons de plusieurs autres bienfaiteurs. La plupart sont situés aux alentours de l'abbaye, mais certains sont localisés dans le Cheshire ou dans le Lancashire. L'abbaye devient ainsi rapidement autosuffisante et en capacité d'acheter des terres supplémentaires. À la mort de Ranulph en 1232, selon la volonté testamentaire de ce dernier, son cœur est enterré à Dieulacres, sous une dalle de marbre de l'abbatiale. Sa veuve qui lui survit jusqu'en 1253 est également enterrée à l'abbaye. À une date inconnue, un miracle se serait produit sur cette tombe : un moine aveugle ayant l'habitude de venir y prier y aurait retrouvé la vue. Entre-temps, les possessions de l'abbaye, notamment huit granges situées aux alentours de Leek, sont confirmées par le pape Innocent IV en 1246,.
Ranulph étant mort sans enfant, le comté de Chester passe à son neveu John le Scot. Celui-ci mourant également sans enfant en 1237, le comté est disputé entre ses quatre sœurs, mais c'est Henri III qui acquiert les droits du comté de Chester, qui est par la suite stricte propriété de la famille royale. En 1254, le souverain transmet le comté au futur Édouard Ier, qui devient dès lors le protecteur officiel de l'abbaye. Les moines ne sont guère satisfaits de cette évolution, qui leur accorde un protecteur puissant mais trop lointain et peu intéressé par le sort de Dieulacres. De plus, dans leur cas, un conflit avec leur protecteur leur est plus préjudiciable que s'ils avaient affaire à un simple membre de la noblesse. Ainsi, à partir de 1227, un conflit d'ordre fiscal oppose l'abbaye au roi, qui réclame pour la grange de Rossall un énorme arriéré selon lui dû à la Couronne. L'affaire empoisonne les relations entre le trône et Dieuacres durant presque tout le XIIIe siècle, et finit par se résoudre par un apaisement, quoique l'abbaye n'ait jamais payé la totalité de la somme due.
En 1339, Dieulacres est accusée par la Couronne d'avoir été acquise au mépris des Statuts de Mortmain (en), mais l'abbé prouve, les chartes faisant foi, qu'elle a été fondée bien avant ces statuts qui datent de 1279. Édouard III semble avoir considéré Dieulacres comme une possession personnelle, et estimé, à rebours des faits historiques, qu'il s'agissait d'une fondation royale ; en 1344, il s'appuie sur cette allégation pour réclamer le droit de corrody, c'est-à-dire l'obligation pour une maison religieuse, en retour des bontés du bienfaiteur, de nourrir et loger celui-ci à sa convenance. Le bienfaiteur est entendu en tant que personne morale : le roi, toute sa maison, ses serviteurs, ses bêtes, sont considérés comme bienfaiteurs et bénéficiaires de ce droit, qui peut donc être ruineux pour un établissement religieux. Un procès s'ensuit, où les avocats de l'abbé et du roi campent sur leurs positions respectives ; un jury indépendant est alors nommé, qui rend à Pâques 1346 un verdict établissant que l'abbaye était bien fondation du comte de Chester et non du roi, que des dons occasionnels de nourriture à des serviteurs royaux de passage étaient donc envisageables, mais leur systématicité illégale. Dieulacres n'est pas la seule abbaye victime de ces pratiques, dénoncées par le Prince Noir : ce dernier mentionne également  l'abbaye de Sainte-Werbergh (future cathédrale de Chester), Vale Royal et Combermere. Malgré ce jugement favorable à l'abbaye, le roi persiste dans sa politique et continue d'exiger des corrodies.

#### Extension territoriale et économique
À la fin du XIIIe siècle, l'abbaye était le plus gros propriétaire terrien du Staffordshire après l'abbaye de Burton, et la plus riche abbaye cistercienne du comté. Cela dit, une partie très importante des donations étaient des terres incultes, landes, forêts et marécages, difficiles à mettre en valeur. Une des premières actions des cisterciens au XIIIe siècle est le détournement de la rivière vers le sud, afin de ménager sur la rive droite un plus vaste espace pour construire l'abbaye et pour mettre les terres en culture. Le lit est exhaussé de près de huit pieds et endigué par un talus de terre, ce qui nécessite par la suite une protection efficace contre les inondations : l'ensemble de la nouvelle terrasse alluviale est drainé par un système complexe de rigoles, dont quelques restes subsistent. Un tunnel a laissé des traces dont la légende a ensuite fait un passage secret menant de l'abbaye à l'église Saint-Édouard. Outre ce gros travail hydraulique, un puits est creusé dans l'enceinte de l'abbaye et un étang à poissons est aménagé et alimenté avec l'eau de la rivière.
En outre, Dieulacres possède des droits s'apparentant à des droits seigneuriaux, notamment forestiers et de chasse, ainsi que d'entretien de chevaux. Pour compenser la rapide diminution des frères convers, l'abbaye comptait une trentaine de domestiques. À l'instar de la plupart des monastères anglais, la principale ressource de Dieulacres est la récolte et le commerce de la laine. Ses troupeaux les plus réputés paissent à Rossall (en) dans le Lancashire. On compte parmi les clients de l'abbaye le Prince Noir. Parmi les abbayes du Staffordshire, la laine de Dieulacres n'est pas aussi réputée que celle de Croxden, mais plus que celle de Hulton, parent pauvre du comté. Par contre, si la qualité n'est que moyenne, l'abbaye se rattrape sur les quantités, avec une moyenne annuelle de vingt sacs, cinq de plus que la moyenne des autres monastères. La laine est vendue principalement à destination de Florence et des Flandres.

#### Les conflits entre monastères
L'étendue et l'éparpillement des possessions de Dieulacres amène cependant rapidement des conflits avec d'autres maisons religieuses. Ainsi, en 1244, puis en 1257, deux conflits successifs sont exposés puis réglés à l'amiable avec le prieuré augustinien de Trentham (en). En 1251 et 1252, ce sont respectivement avec les abbayes cisterciennes de Croxden, de Hulton et enfin de Combermere que des différends éclatent, à propos des pâturages et secondairement de questions de dîmes.
Les moines de Dieulacres, étant arrivés plus récemment que les autres, sont généralement considérés par ceux des autres abbayes comme des intrus et leur ressentiment est d'autant plus fort que nombre de conflits sont jugés en faveur de Dieulacres. De plus, ils enfreignent parfois des recommandations impérieuses du chapitre général, notamment celle, datant de 1134, de ne pas construire de grange à moins de six milles de la grange d'une autre abbaye. Leur grange de Swythamley, située sur une rive de la Dane, est ainsi située à moins d'un mille de celle de Wincle, sur l'autre rive, appartenant à Combermere. L'accord, sous l'arbitrage de l'abbé de Croxden, est tranché encore une fois en faveur de Dieulacres. Peu de temps après, c'est Croxden qui se retrouve elle-même en conflit avec Dieulacres ; l'accord trouvé, et qui est à nouveau prononcé en faveur de la nouvelle venue, viole explicitement la convention de 1134, ce qui montre un certain relâchement de la discipline cistercienne. La résolution du conflit avec Hulton, qui est pour sa part un établissement plus récent que Dieulacres, est pour sa part réclamé par Dieulacres, et jugé par les abbés de Buildwas et de Rufford, mais cette fois relativement en faveur de Hulton ; les deux maisons sont placées à ce sujet sous la surveillance de Combermere, leur commune maison-mère.

#### Les travers de la fin du Moyen Âge

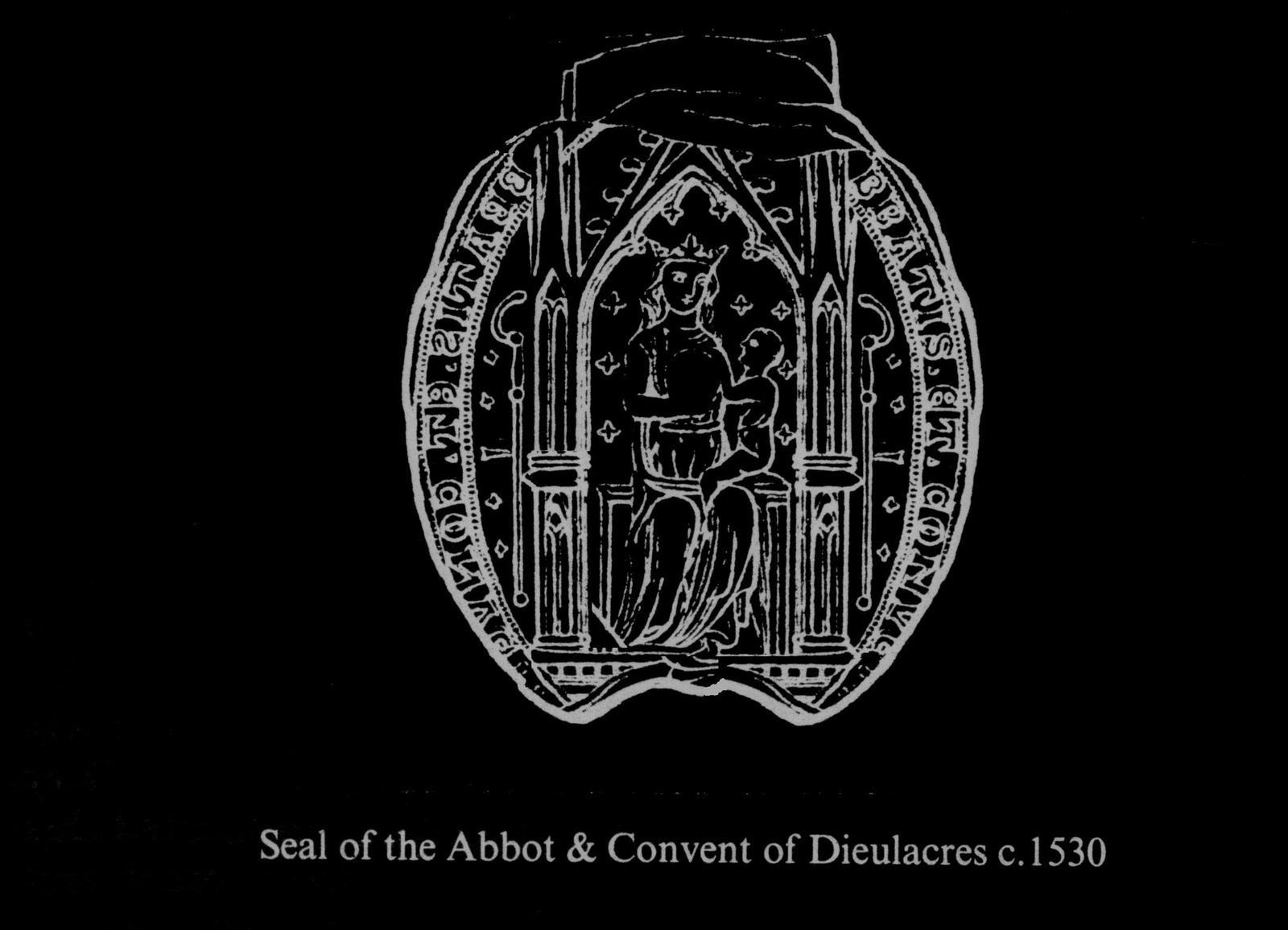
Sceau de l'abbé de Dieulacres vers 1530.

Une modification très importante de la communauté s'opère au cours du XIVe siècle, mais qui n'est pas propre à Dieulacres. Les convers, jusque là largement majoritaires, voient leur importance numérique fortement diminuer jusqu'à une disparition parfois totale. L'historiographie traditionnelle, notamment dans les îles Britanniques, y a vu l'effet de la Peste noire de 1347-1349. Il semblerait que cette diminution, antérieure au milieu du XIVe siècle, ait en fait été délibérée de la part de l'Ordre. En effet, les convers sont notoirement indisciplinés et peu sensibles à l'idéal monastique. Entre 1168 et 1308, pas moins de 123 révoltes de convers sont mentionnées dans les chroniques des abbayes des seules Angleterre et Galles. À Dieulacres même, des convers sont impliqués dans le meurtre d'un habitant. Le choix des cisterciens est donc de réduire drastiquement la part des convers, et de confier leurs tâches, principalement agricoles, soit à des serviteurs, soit à des fermiers à qui les terres sont louées.
Le peu de ferveur religieuse du monastère se ressent dans le recrutement, même si la Peste noire entre également pour beaucoup dans cette décroissance. Les conséquences de la peste elle-même ne sont pas renseignées dans les chroniques de l'époque. Néanmoins, les mentions faites dans les documents d'époque permettent de savoir qu'en 1351 l'abbaye ne comptait plus qu'une « très petite » communauté, probablement très réduite du fait de l'épidémie La taille de la communauté est très réduite à la fin du XIVe siècle, et l'on ne compte que sept moines, en comptant l'abbé, en 1377 ; ce nombre remonte à onze en 1381, et il est de treize en 1538. Les abbés de Dieulacres brillent par leur absentéisme au chapitre général, à tel point que ce sont les attestations de présence qui sont exceptionnelles et remarquées, notamment en 1284, 1287 et 1333. Toutefois, c'est un reproche qui peut être fait à de nombreuses abbayes britanniques, en particulier à cause du Statut de Carlisle de 1307, qui établissait l'obligation d'une licence royale pour quitter l'Angleterre, et plus encore à cause du contexte de guerre de Cent Ans. La dernière référence faite à Dieulacres dans les Statutes cisterciens date de 1344, alors que l'abbaye connaît encore ensuite près de deux siècles d'existence,,.
Une dernière cause de division se produit en 1378 avec le Grand Schisme d'Occident : les abbayes françaises, et en particulier Cîteaux, font allégeance au pape d'Avignon Clément VII, tandis que les abbayes britanniques restent fidèles à Urbain VI. Un chapitre national cistercien se crée, mais qui ne jouit pas de la même autorité que le chapitre général. Le rétablissement des relations normales à la fin du Schisme en 1417 ne permet pas un retour à une situation apaisée. Le relâchement des liens entre Cîteaux et les abbayes anglaises se traduit, en tout cas à Dieulacres, par un net relâchement de la discipline.
À la fin du Moyen Âge, l'abbaye est impliquée, aussi bien en tant que victime qu'en tant qu'agresseur, dans de nombreux troubles militaires. L'abbé William of Lichfield entretient alors une troupe armée, estimée à vingt-et-un soudards en 1379, qui vole, mutile et tue. L'abbé est reconnu coupable du meurtre de John Warton, enlevé le 24 avril 1379 et assassiné quatre jours plus tard, et fait amende honorable, ce qui lui vaut d'être libéré. Quelques décennies plus tard, au début du règne d'Henri V, un moine de la communauté de Dieulacres, Nicholas Poulton, ainsi qu'un serviteur, sont convaincus d'avoir constitué et dirigé un groupe armé d'environ 80 pillards, et mené à leur tête une expédition punitive visant les biens de William Egerton du village de Cheddleton. L'abbé Richard Whitmore semble avoir approuvé et défendu leur action, mais tous plaident non coupables et sont finalement acquittés. John Godefelowe, qui lui succède à la tête du monastère, ne fait pas mieux que ses prédécesseurs en s'impliquant dans les querelles de noblesse locale. Durant la deuxième moitié du XVe siècle, aucune chronique ne mentionne Dieulacres, ce qui suggère qu'aucun événement notable ne s'y soit produit et que les abbés ont en conséquence, sinon amélioré leur réputation, du moins réussi à se faire oublier,.

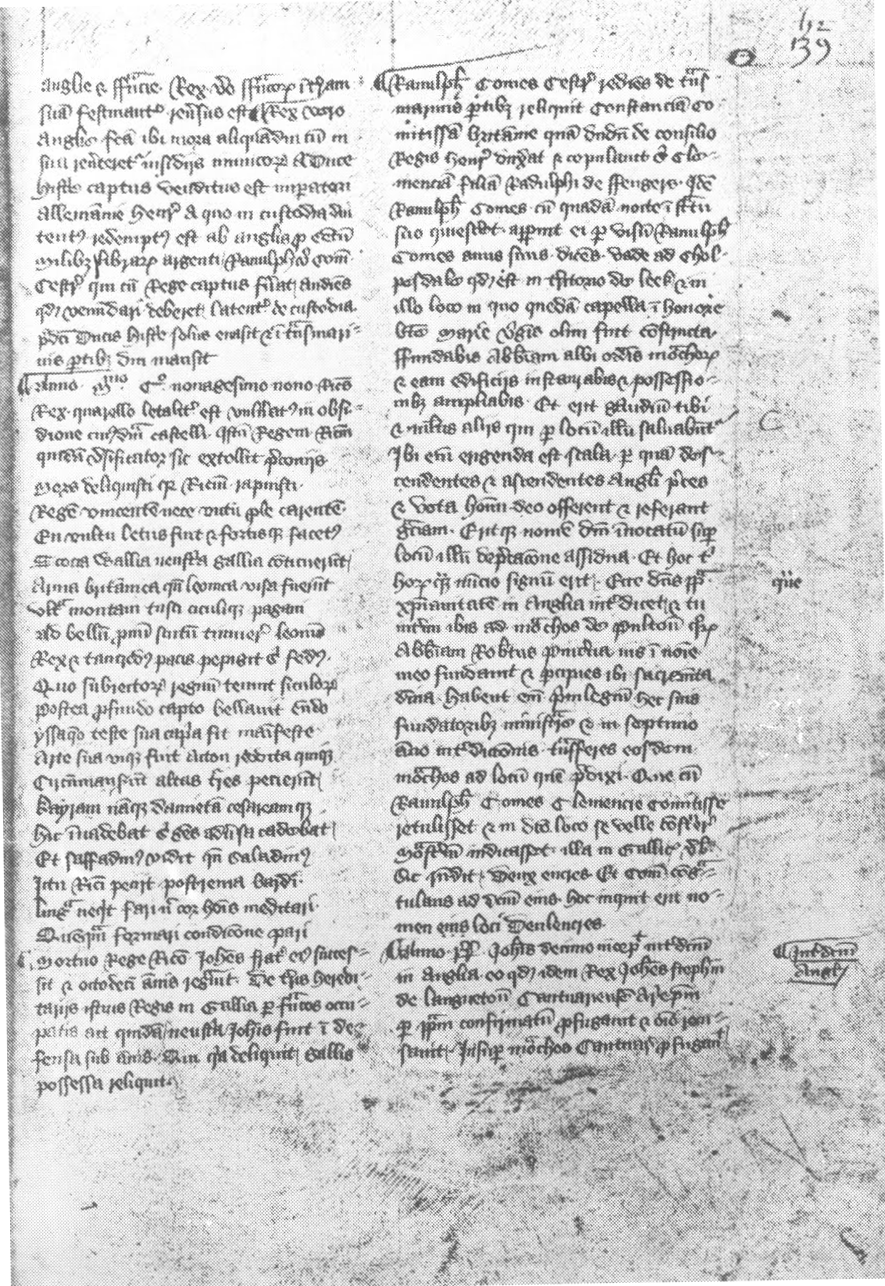
Une page de la '.

Enfin, en 1516, l'abbé William Albion ou Alben, ainsi que huit de ses moines sont impliqués dans une émeute à Leek. L'abbé est arrêté peu de temps après ; il se repent de ses fautes en prison et décide de réformer l'abbaye dès son retour ; mais ses moines, dissolus et peu désireux de changer de mode de vie pour retrouver des pratiques plus vertueuses, font appel à Combermere qui envoie un enquêteur. Ce dernier n'a aucun mal à trouver dans le passé de l'abbé William des accusations suffisamment graves pour le pousser à la démission. La pension qu'il doit toucher n'est pas versée et il fait appel au roi ; la voie normale canonique aurait été de faire appel au chancelier général de Cîteaux, mais les relations entre les abbayes britanniques et celles du continent sont désormais inexistantes. Henri VIII missionne, pour enquêter sur William Albion, les abbés de Combermere et de Vale Royal. Ce dernier, John Butler ou Buckley, se voit en outre confier une enquête sur la visite préalable de son homologue. S'il s'avère qu'Albion a été indument déposé, John Butler est autorisé à s'associer à l'abbé de Coombe pour agir au mieux selon les ordonnances et statuts de Cîteaux. Touefois, l'enquête ne rétablit pas Albion, ce qui montre que les accusations portées contre celui-ci s'avèrent suffisamment étayées pour refuser à bon droit son rétablissement.
Son successeur John Woodland ruine presque entièrement la communauté et la discrédite définitivement en confiant à certains de ses proches des actes signés vierges qu'eux remplissent ensuite à leur convenance. Il est très rapidement destitué. Enfin, le dernier abbé, Thomas Whitney, s'il arrive à désendetter partiellement le monastère, tombe dans les mêmes travers guerriers que ses prédécesseurs et les imite dans leurs travers les plus criants, se montrant en particulier un propriétaire âpre au gain et susceptible de violences physiques contre ses locataires,. Il est dit de l'abbé de Dieulacres qu'il « oppresse le peuple »,.
L'abbé de Dieulacres jouit de privilèges seigneuriaux, notamment une propriété londonienne, une maison à Stafford, et il semble que dès le XIVe siècle il est plus absent que présent à l'abbaye. Malgré la réputation détestable du monastère, le plus souvent, la ville de Leek prend parti à ses côtés dans les conflits ; en effet, l'abbaye est en quelque sorte le garant de l'autonomie de la ville, et aide cette dernière à se préserver des ingérences. Les moines de l'époque ont abandonné complètement toute pratique du travail manuel, et sont d'ailleurs une petite minorité de douze en 1535, pour six hommes de loi, un garde forestier et quarante-et-un autres domestiques à des degrés divers. En revanche, les moines sont encore relativement honorés par une partie du voisinage car il semble qu'ils n'aient pas dérogé à leur obligation de faire l'aumône aux plus nécessiteux.
Si la piété et l'observance de la règle semblent avoir été fort peu à l'honneur à Dieulacres, en revanche une activité littéraire est perceptible, notamment une Chronique (en) assez bien tenue de l'abbaye. Celle-ci est en particulier une source documentaire riche pour connaître la déposition de Richard II. Ce manuscrit est une compilation de plusieurs sources, effectuée par un moine au début du XVe siècle. Après la Dissolution, le devenir de ce document est incertain. Quoi qu'il en soit, que la Chronique ait été transmise par l'entremise de la famille Egerton ou par John Bostock of Tattenhall, on la retrouve à partir du XVIIe siècle dans une bibliothèque londonienne spécialisée dans le droit. Au moins deux antiquaires le mentionnent durant ce siècle, et le retranscrivent en partie. Ensuite, le document tombe dans l'oubli jusqu'en 1846, où son intérêt historique et archéologique se révèle peu à peu. La reliure originelle est perdue, et les premiers feuillets manquent ; En revanche, un poème bien connu de l'époque, le Speculum Humanæ Salvationis, qui ne faisait originellement pas partie du manuscrit, a été ajouté et occupe les feuillets 32 à 86. La chronique historique occupe les feuillets 88 à 147 ; enfin, quatre feuillets à part, numérotés de 65 à 68 selon la numérotation originelle avant l'insertion du poème, reprennent un court traité de théologie de Jean de Metz, un Chartreux du Mont-Dieu, intiulé Turris Sapientiæ (« Tour de Sagesse »).
La chronique historique proprement dite commence par une brève description géographique des Îles britanniques, puis un rappel des empereurs romains de Jules César à Théodose II, suivi d'une histoire de l'Angleterre depuis l'invasion anglo-saxonne jusqu'en 1148. Les feuillets 119 et 120 résument les événements depuis Alfred le Grand jusqu'à Henri II. Les feuillets 123 à 128 présentent les lois et coutumes anglaises sous Édouard le Confesseur et Guillaume le Conquérant, mais les feuillets sont aux trois quarts vides, laissés en blanc pour compléter le manuscrit postérieurement, ce qui n'a finalement jamais été effectué. À partir du feuillet 129, le rédacteur change et une nouvelle présentation géographique de l'Angleterre occupe les feuillets 129 à 136. Les feuillets 136 à 147 sont d'une main unique, celle d'un scribe qui tente une synthèse de l'histoire locale et nationale, compilant plusieurs sources. La chronique se termine avec le règne d'Henri IV, dont la fin de règne est laissée en blanc, ce qui suggère une rédaction antérieure à 1413. Mêlant histoire du royaume, du comté de Chester et de Dieulacres, le manuscrit est en particulier utilisé dans sa troisième section qui relate la déposition de Richard II en 1399, ainsi que les implications politiques de celle-ci. Un des intérêts majeurs de ce texte est qu'il a été rédigé par deux auteurs successifs appartenant à des partis opposés, le premier partisan de Richard et le second d'Henri ; une autre caractéristique intéressante est que cette chronique est une relation de première main, par des auteurs très aux faits des diverses péripéties notamment militaires de cette période troublée. Le scribe compilateur a respecté les prises de positions de ses prédécesseurs, mais ajouté des commentaires montrant qu'il a vécu les événements relatés. Ses commentaires sont par ailleurs empreints de prudence, montrant malgré l'exactitude historique une judicieuse réserve qui tient sans doute au fait que les souverains anglais se montraient possessifs à l'égard de Dieulacres, et qu'il valait mieux pour les moines se modérer dans leur critique de leurs protecteurs. Les ultimes feuillets de la chronique sont vierges, ce qui montre que leur rédacteur souhaitait les compléter postérieurement.
Il est envisageable que le poème Sire Gauvain et le Chevalier vert ait été composé en lien avec un membre de la communauté de Dieulacres,.

### Liste des abbés connus
- [Ralph, abbé de Poulton, avant 1214]
- Richard, premier abbé sur le site de Dieulacres, attesté en 1214 et 1222
- Robert, attesté au début des années 1220 ainsi qu'en 1228
- Adam, attesté à plusieurs reprises entre 1230 et 1232
- William, attesté à plusieurs reprises entre 1237 et 1240
- Stephen, attesté en 1244
- William, attesté en 1251 et 1259
- Ralph, attesté à plusieurs reprises entre 1257 et 1266
- Hamon, attesté en 1266
- Walter de Mortone, ancien moine de Croxden, attesté en 1271 ou 1272
- Ranulph, attesté en 1279
- Robert, attesté en 1282 ou 1283
- Elias, attesté en 1287
- Richard, meurt ou démissionne en 1292
- Robert Burgilun, ou Le Burgulun, élu en 1292, attesté de 1294 à 1302
- Nicholas, attesté en 1318
- Peter, attesté en 1330
- Ralph, attesté en 1345
- Robert de Brigge, attesté en 1353
- William of Lichfield, attesté de 1379 à 1382
- Richard Whitmore, attesté de 1402 à 1424
- John Godefelowe, attesté de 1443 à 1450 ainsi qu'en 1470
- William, attesté en 1472
- Thomas, attesté en 1499
- Adam Whytmore, attesté aussi en 1499
- John Newton, attesté en 1504 et 1510
- William Albion ou Alben, attesté en 1516, déposé en 1519 ou en 1520
- John Wodlande ou Woodland, attesté en 1520, déposé à une date inconnue pour sa mauvaise gestion
- Thomas Whitney, attesté en 1523, abandonne l'abbaye à la dissolution, meurt en 1558[6],[16]

### Dissolution

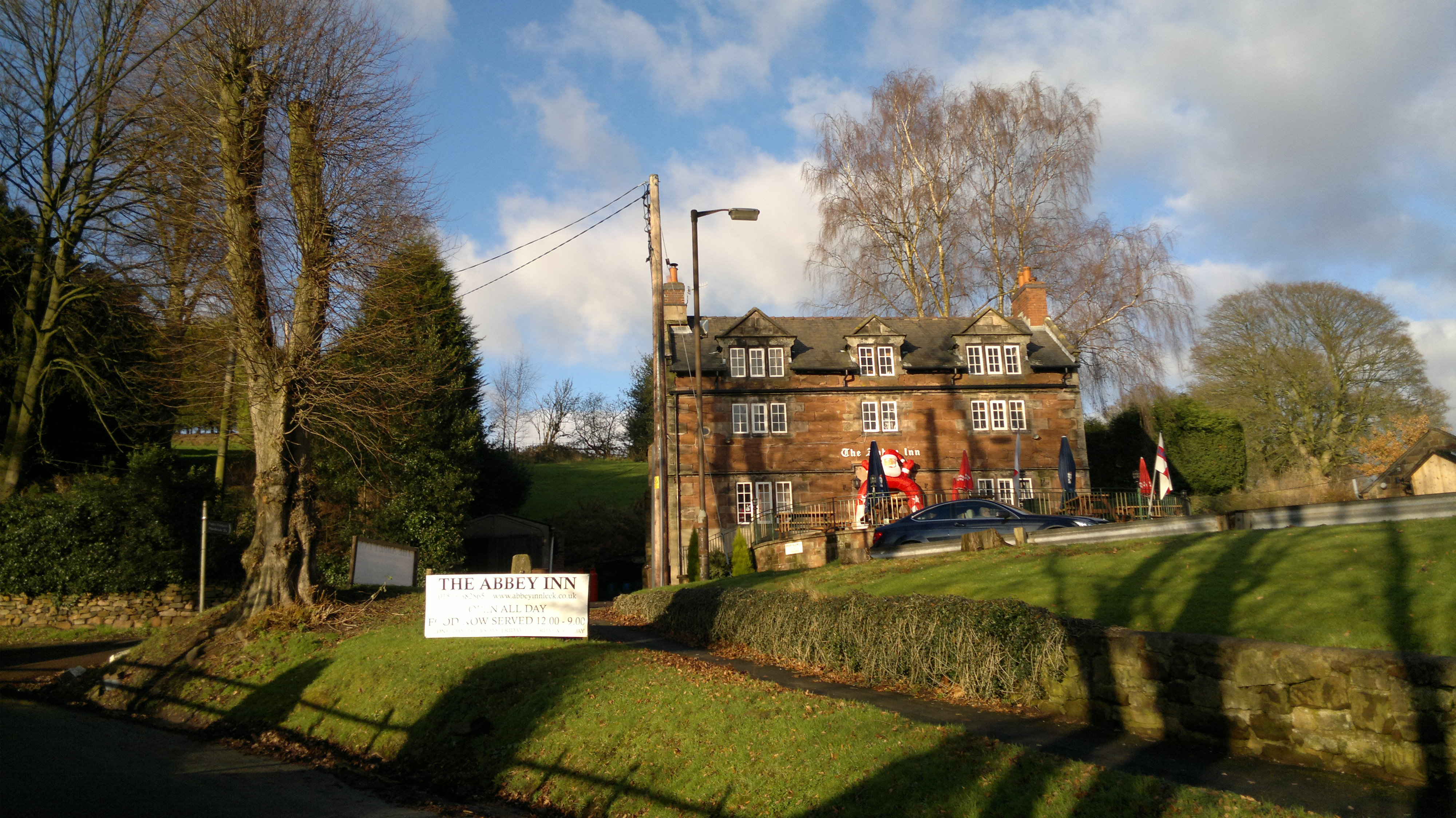
L'« auberge de l'abbaye » construite sur le site de Dieulacres.

Le revenu de l'abbaye est estimé en 1535 à 227 livres sterlings annuelles, ce qui en fait le plus important du Staffordshire après celui de Burton. La répartition de ces rentes montre cependant que la part de Rossall, et plus généralement du Lancashire, a été divisée par cinq en deux siècles quand le reste a peu évolué ; cette évolution traduit la très forte diminution des activités d'élevage ovin de Dieulacres. L'abbaye ayant un revenu de plus de deux cents livres, elle n'est toutefois pas supprimée dès 1536. Le 20 octobre 1538, toutefois, le docteur Thomas Legh arrive à l'abbaye pour en déclarer la dissolution officielle ; il est accompagné de l'auditeur William Cavendish. L'évêque de Lichfield, Rowland Lee (en), lorgne sur les propriétés du monastère afin de les donner à son ami Edward Stanley.
L'abbé Thomas Whiney, sentant l'approche de la dissolution, commence dès le début des années 1530 à prendre des précautions en impliquant des membres de sa famille qui l'aident à distraire une partie des biens de Dieulacres à leur profit commun. Les moines reçoivent tous des pensions, mais, ne travaillant pas, les dilapident rapidement et sont dès 1540 dans la gêne, d'autant que le versement des pensions est assez aléatoire. Certains continuent de vivre de leurs pensions en 1558,.
La totalité de l'église, avec tout ce qu'elle contient, est vendue pour la somme dérisoire de 44 shillings. En revanche, le plomb de la toiture, le bronze des cloches ou les divers objets métalliques , notamment de métaux précieux, qu'elle contient, sont estimés à plusieurs centaines de livres ; ne pouvant être écoulés, ils sont saisis par les commissaires pour le compte du roi. C'est Thomas Legh qui est l'acquéreur de l'abbaye, mais, dès 1552, il la cède à Ralph Bagnall. Avec la mort d'Édouard VI et l'avènement de Mary Tudor, Thomas Whitney espère en vain la relance de la vie monastique en Angleterre et le refondation de Dieulacres. Après la fuite de Bagnall en France, son frère Nicholas hérite de Dieulacres, qu'il revend en 1556 à Valentine Brown ; ce dernier s'en dessaisit au profit de Ralph Bagnall de retour d'exil avec l'avènement d'Élisabeth Ire ; celui-ci doit composer avec des problèmes financiers le restant de ses jours, puis le site passe entre les mains de la famille Rudyard, qui construit probablement la ferme abbatiale au XVIIe siècle, puis de nombreux autres propriétaires dont aucun ne le garde durablement,.
Une butte de terre couvre jusqu'en 1818 le site de l'ancienne abbatiale. À cette date, il est ôté, ce qui permet l'établissement de quelques relevés archéologiques, à la suite de quoi les pierres mises au jour sont à leur tour utilisées dans les constructions de bâtiments agricoles utilitaires dans les environs proches.

## Architecture

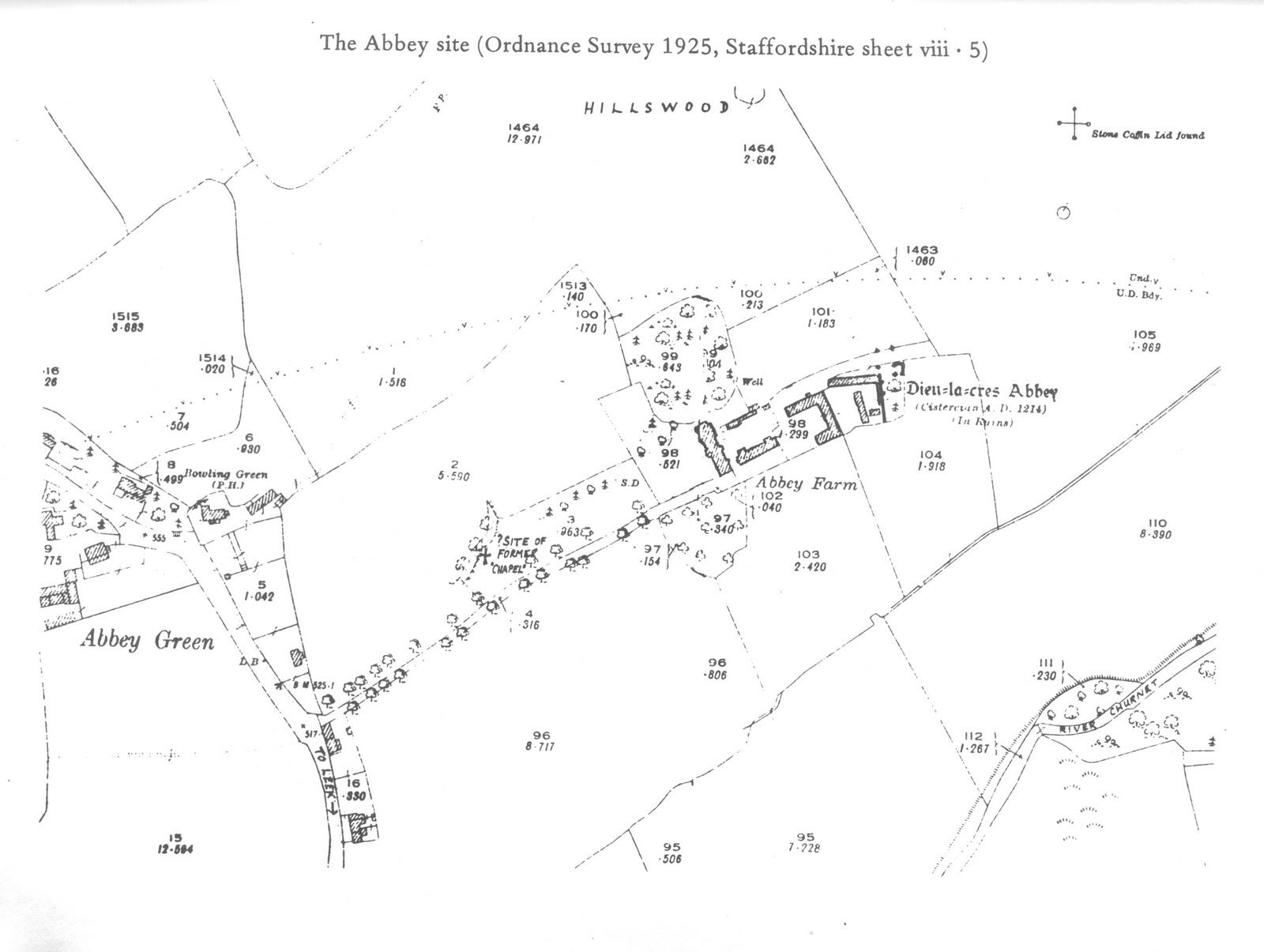
Relevé cadastral des ruines de Dieulacres en 1925.

L'abbaye de Dieulacres semble avoir, du point de vue architectural, respecté le plan traditionnel des abbayes bernardines. L'austérité architecturale et ornementale des édifices bernardins semble aussi avoir été suivie.

### L'église abbatiale
L'église abbatiale, dont la nef était flanquée de bas-côtés, comportait une tour-lanterne à la croisée du transept. Les restes découverts au XIXe siècle suggèrent, par la présence de pierres sculptées à l'intérieur des murs de l'église, la superposition de deux églises successives, les pierres de l'ancienne étant réutilisées pour la seconde. La première église est commencée en 1214, même si on ne connaît pas sa date d'achèvement. Pour la seconde, une mention située dans la Chronique de Knighton (en) révèle le passage du Prince Noir en 1353 à « Dewleucres », et sa contribution financière à l'achèvement de la « merveilleuse structure (míram structuram) de l'église qu'avait commencée [à construire] le bon roi Édouard ». Cette dernière mention fait exclure aux historiens Édouard II ; la seconde abbatiale de Dieulacres aurait donc été commencée soit sous Édouard Ier soit sous son arrière-petit-fils Édouard III. Le style des restes découverts en 1818 suggère plutôt la première hypothèse, c'est-à-dire une abbatiale commencée à la fin du XIIIe siècle. Cela dit, ces mêmes historiens mettent en doute la réalité du don du Prince Noir, que la Chronique de Knighton est seule à rapporter, et suggèrent une confusion de l'auteur avec l'abbaye de Vale Royal, qui a effectivement reçu un don d'Étienne de Woodstock en 1353.

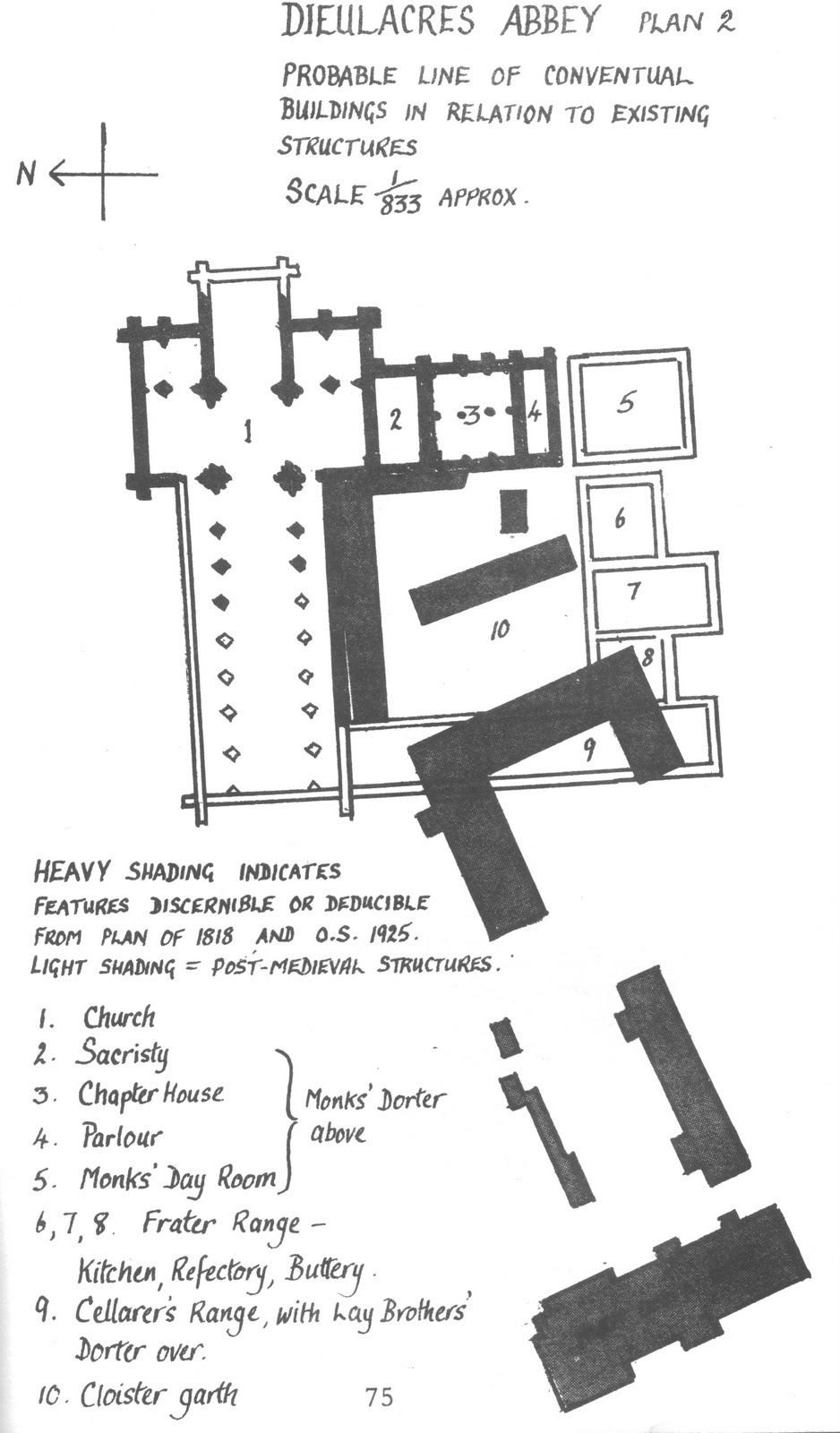
Le plan de l'abbaye de Dieulacres, extrapolé d'après les ruines relevées en 1818.

Huit autels étaient érigés, la moitié dans des chapelles latérales des bas-côtés, les quatre autres dans les chapelles du transept. Cette abbatiale est reconstruite au cours du XIVe siècle. Les bâtiments conventuels étaient situés du côté sud de l'église. Le cloître était doté de verrières. Contrairement à de nombreux site cisterciens anglais dont les fondations ont été extirpées et utilisées comme carrières de pierres, celles de Dieulacres ont subsisté bien que toute la superstructure ait été détruite, en particulier à partir de 1818 pour construire des bâtiments agricoles dans les environs. Ainsi, les traces archéologiques de l'abbaye existent.
Les études archéologiques modernes montrent que la nef de l'abbatiale pourrait avoir compté sept à huit travées, soit environ cent pieds ou une trentaine de mètres de longueur, transept et chœur non compris. Les traces de bas-côtés ayant été retrouvées, on connaît la largeur totale de l'édifice, soit soixante-trois pieds ou environ dix-neuf mètres. Les chroniques de l'abbaye permettent de savoir que la tour-lanterne, servant de clocher à rebours des usages architecturaux cisterciens, mais selon un plan classique en Angleterre, était dotée de six cloches. Comme tous les monastères de l'ordre, Dieulacres comportait dans le mur ouest du transept méridional un escalier, dit « de nuit » permettant l'accès direct du dortoir des moines au chœur pour que les moines puissent rapidement venir chanter les offices nocturnes.
L'abbatiale renferme le cœur du premier bienfaiteur, Ranulph. Son épitaphe, qui a été dispersée lors de la destruction de l'église, est cependant conservée dans les chroniques :

« PRO DOLOR IN MURO IACET HIC SUB MARMORE DURO COR COMITIS CLAUSUM QUI CUNCTIS PRESTITIT AUSUM.
CHRISTE DEI FILI QUO CUNCTA CREANTUR IN YLI HOSTIA SACRA POLI RANULPHO CLAUDERE N0LI »,

### Le cloître et les bâtiments conventuels adjacents
Le cloître, situé du côté méridional de l'église abbatiale, était vitré. Des bancs l'entouraient afin que les moines puissent s'asseoir durant leurs temps de promenade ou de méditation. Le côté oriental du cloître, selon le plan cistercien traditionnel, comprenait la sacristie, la salle capitulaire, le parloir et la salle des moines. La sacristie comprenait également la petite bibliothèque de l'abbaye, logiquement surtout fournie en ouvrages liturgiques. Elle était également très fournie en vêtements liturgiques, d'une grande diversité, dont l'inventaire de 1535 fait foi. L'ensemble vestimentaire, malgré sa grande richesse, est vendu en tout et pour tout pour trois livres sterling.
La salle capitulaire constituait en un carré de trente pieds de côté, soit environ une dizaine de mètres. Les découvertes archéologiques récentes suggèrent une division quadripartite de cette pièce. Le parloir situé ensuite, en s'éloignant de l'église, permettait de recevoir des visiteurs pour échanger. La salle des moines était la seule chauffée de l'abbaye et permettait aux moines d'être dans des conditions plus favorables, notamment en hiver. Au-dessus de ces quatre pièces, au premier étage de l'aile orientale, était situé le dortoir des moines. Celui-ci aurait été utilisé, selon certaines chroniques, non seulement pour dormir, mais également pour étudier et écrire. En 1538, il est probable, même si non attesté, que des chambres individuelles avaient remplacé la pièce unique originelle.
Un lavabo était situé face au réfectoire, du côté sud du cloître ; les moines y faisaient leurs ablutions entre les travaux et le repas. Le réfectoire, dans les grandes abbayes cisterciennes, était placé perpendiculairement à l'aile sud. Les recherches archéologiques n'ont pas permis de déterminer avec certitude que c'était le cas à Dieulacres. En revanche, l'inventaire de 1535 montre une particularité britannique : en plus du réfectoire et de la cuisine, l'aile méridionale de l'abbaye abritait une brasserie. À l'étage supérieure, cette même aile était dotée de quatre chambres privées réservées à des visiteurs importants ou des gestionnaires en résidence.
Enfin, l'aile occidentale du cloître correspondait aux bâtiments des convers, mais cette fonction avait largement disparu dès la fin du XIVe siècle dans les abbayes anglaise, Dieulacres ne faisant pas exception.